# Penías (Los Corrales de Buelna)
Penías es un barrio del pueblo de Los Corrales (capital); dentro del municipio de Los Corrales de Buelna; en Cantabria. En este barrio se ubica la sede del cuerpo de voluntarios de protección civil de Los Corrales de Buelna, en el edificio que antiguamente albergaba el matadero municipal.

## Demografía
En el barrio de Penías en el año 2022 había censadas 77 personas, de las cuales eran varones 37 y mujeres 40.

## Patrimonio
- Entre su patrimonio arquitectónico civil se puede ver el puente de Renero[3] que atraviesa el río Besaya, conectando la zona industrial del municipio con el barrio.

- Entre su patrimonio arquitectónico religioso se puede ver una pequeña ermita.